# والتر بيج
والتر بيج (بالإنجليزية: Walter Page)‏ هو عازف جاز أمريكي، ولد في 9 فبراير 1900 في غالاتين في الولايات المتحدة، وتوفي في 20 ديسمبر 1957 في نيويورك في الولايات المتحدة بسبب ذات الرئة وقصور كلوي.

## وصلات خارجية
- والتر بيج على موقع الموسوعة البريطانية (الإنجليزية)
- والتر بيج على موقع الموسوعة البريطانية (الإنجليزية)
- والتر بيج على موقع ميوزك برينز (الإنجليزية)
- والتر بيج على موقع أول ميوزيك (الإنجليزية)
- والتر بيج على موقع ديسكوغز (الإنجليزية)